# Yury Díaz
Yury Díaz Caballero (La Habana, 1978) es un ilustrador, historietista, caricaturista y animador cubano. 

## Biografía
Trabajó en el departamento de dibujos animados del ICRT Estudios de Animación delICAIC. Ha publicado ilustraciones en las revistas Zunzún, Somos Jóvenes y miNatura (digital). Publicó con la Editorial Pablo de la Torriente Entre dos mundosy Entre dos mundos y otras aventuras, su más reciente libro de historieta de ciencia ficción. Actualmente está trabajando en la tercera parte de esta fascinante historia.
También trabajó cerca de 15 años como ilustrador en la revista Juventud Técnica de la Casa Editora Abril, y entre sus reconocimientos, obtuvo la categoría de mejor ilustración en el III Premio Internacional de Editoriales Electrónicas, 2010. Como miembro del grupo Nuevos Trazos (al que también pertenecen reconocidos ilustradores cubanos como Jesús Rodríguez, Ángel Hernández, Ángel Velazco, Joel Pernas), participó en el 2011 en el proyecto coordinado por el historietista Maikel García Humboldt en blanco y negro, una biografía del famoso científico Alexander von Humboldt con dibujos de ilustradores e historietistas cubanos. También es miembro de la Unión de Periodistas de Cuba (UPEC) y de la Unión de Escritores y Artista de Cuba (UNEAC).

## Entre dos mundos
En una dimensión perdida en el tiempo, un prisionero escapa y misteriosamente se produce un salto temporal que lo lleva al siglo XIX cubano, específicamente a la Guerra de 1895. El viaje se torna fuente de aprendizaje para el héroe, que comprende los ideales de libertad de los mambises y se propone enfrentarse al tirano que avasalla a su pueblo. 
El personaje protagónico, de nombre Ody, es un alto y musculoso héroe, extrañamente bigotudo, que encuentra su antagónico en el malvado emperador Ramsés, gobernador del imperio Zaumetzen. El héroe, que conserva una apariencia antropomórfica en oposición al diseño "biónico" del tirano, está destinado a guiar a su pueblo por el único camino que lleva a la libertad.
Sin embargo, esta primera entrega, a pesar de la buena aceptación en el público cubano, tuvo críticas:

Apoyándose en la paleta de colores se caracterizan los espacios de la campiña cubana decimonónica frente a una dimensión desconocida. Ante los colores cálidos de la primera, los tonos ocres definen este mundo paralelo junto a cierta indeterminación de los espacios, que tributan a la sensación de futuridad o irrealidad. Sin embargo, esta ilusión es rota por la nomenclatura utilizada; por ejemplo, por el nombre del emperador y las alusiones a la mitología grecolatina, pues desfilan por la historieta centauros, un cíclope y un oráculo, aunque pasados por el filtro de la ciencia ficción.
Sahai Couso Díaz